# Pico Neves
O pico Neves (em inglês: Nevis Peak) é um estratovulcão potencialmente ativo, que se localiza na ilha de Neves, em São Cristóvão e Neves, no Caribe, e atinge os 985 m de altitude. É o monte mais alto da ilha. Sua última erupção tem data desconhecida.